# Bromacil
Bromacil ist eine chemische Verbindung aus der Gruppe der Pyrimidindione, also ein Derivat von Uracil.

## Gewinnung und Darstellung
Bromacil kann durch Umsetzung von Isopropylisocyanat mit 3-Aminocrotonsäuremethylester und anschließender Cyclisierung in Natronlauge bei erhöhter Temperatur und Bromierung in Essigsäure hergestellt.
Alternativ kann es durch Reaktion von Phosgen und Ammoniak mit sec-Butylamin zu sec-Butylharnstoff hergestellt werden, das wiederum mit Methylacetoacetat zu 3-sec-Butyl-6-methyluracil umgesetzt wird. Eine anschließende Bromierung erzeugt Bromacil.

## Eigenschaften
Bromacil ist ein nicht brennbarer, farb- und geruchloser Feststoff, der sehr schwer löslich in Wasser ist. Er zersetzt sich bei Erhitzung. Die Verbindung ist stabil gegenüber Hydrolyse und Sonnenlicht.
Von Bromacil gibt es zwei Stereoisomere, die auch experimentell bestätigt sind:
| Enantiomere von Bromacil | Enantiomere von Bromacil |
| ------------------------ | ------------------------ |
| (S)-Bromacil             | (R)-Bromacil             |

## Verwendung
Bromacil wird als Herbizid verwendet. Es wird zur Bekämpfung von ein- und mehrjährigen Gräsern und breitblättrigen Unkräutern eingesetzt. Die Wirkung beruht auf der Hemmung der Photosynthese.

## Zulassung
Bromacil war zwischen 1971 und 1990 in der BRD zugelassen.
Die Substanz wurde 2002 nicht in die Liste der in der Europäischen Union zugelassenen Pflanzenschutzwirkstoffe aufgenommen. In keinem EU-Land sind Pflanzenschutzmittel mit dem Wirkstoff Bromacil zugelassen, auch nicht in der Schweiz.